# جگوار اف-تایپ
جگوار اف-تایپ (به انگلیسی: Jaguar F-Type) (ایکس۱۵۲) مجموعه‌ای از گرند توررهای دو در و دو نفره است که توسط خودروساز بریتانیایی جگوار لندرور تحت برند جگوار کارز از سال ۲۰۱۳ تولید می‌شود. سکوی JLR D6a این خودرو بر پایهٔ نسخهٔ کوتاه‌شدهٔ سکوی ایکس‌کی است. این خودرو به اصطلاح «جانشین معنوی» معروف ای-تایپ است.
این خودرو ابتدا به‌عنوان یک کانورتیبل سقف نرم ۲ در، با نسخهٔ کوپه فست‌بک ۲ در در سال ۲۰۱۳ عرضه شد اف-تایپ برای مدل سال ۲۰۲۱ فیس‌لیفت شد. این خودرو در دسامبر ۲۰۱۹ رونمایی شد و دارای نمای جلوی به‌طور قابل توجهی بازسازی شده و گزینه‌های پیشرانهٔ ساده شده است.

## ایکس‌جی۴۱/ایکس‌جی۴۲ مفهومی (۱۹۸۶)

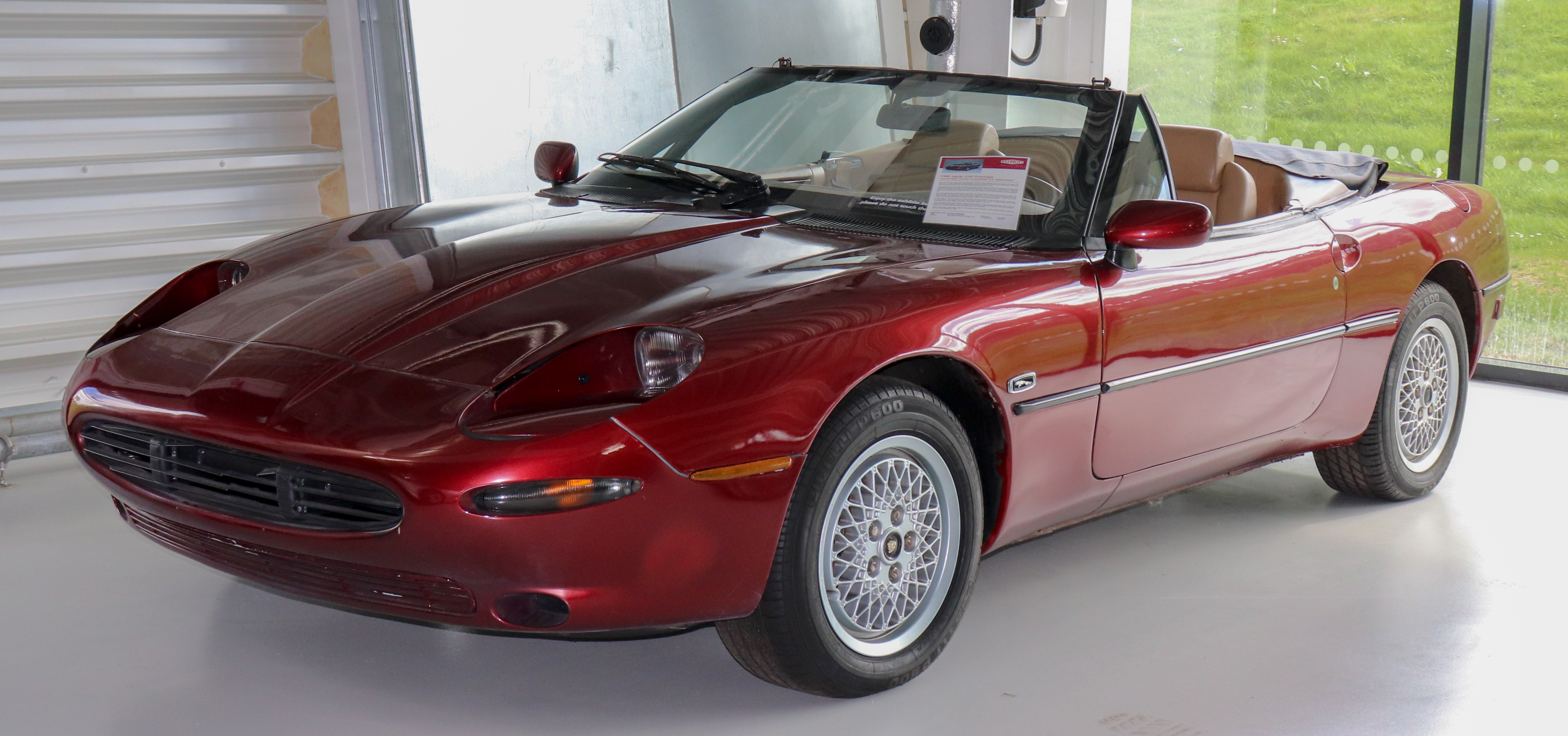
کانسپت جگوار ایکس‌جی۴۲ در موزه موتور بریتانیا، گایدون به نمایش گذاشته شد

نام اف-تایپ برای اولین بار در سال ۱۹۸۲ بر روی یک جفت کانسپت کاملاً نامرتبط استفاده شد، زمانی که جگوار متوجه شد که ایکس‌جی-اس از نظر اندازه و وزن آنقدر بزرگ شده است که به عنوان جانشین مناسب برای ای-تایپ طبقه‌بندی نشده است. سپس، دو پروژه جدید با نام‌های رمز ایکس‌جی۴۱ (کوپه) و ایکس‌جی۴۲ (کانورتیبل) به وضعیت پیشرفته توسعه یافتند. با این حال، زمانی که شرکت فورد موتور جگوار را در سال ۱۹۸۹ تصاحب کرد، این پروژه لغو شد و مدیریت تازه نصب شده تشخیص داد که ارتقای تأسیسات تولیدی این شرکت در اولویت بالاتری قرار دارد. ایکس‌جی-اس به‌عنوان یک راه‌حل توقف، یک فیس لیفت بزرگ (که به ایکس‌جی‌اس تغییر نام داد) داده شد. مطالعات ایکس‌جی۴۱/ایکس‌جی۴۲ در نهایت به استون مارتین دی‌بی۷ و جگوار ایکس‌کی۸ تبدیل شدند که به ترتیب در سال‌های ۱۹۹۴ و ۱۹۹۶ عرضه شدند.

## اف-تایپ مفهومی (۲۰۰۰)

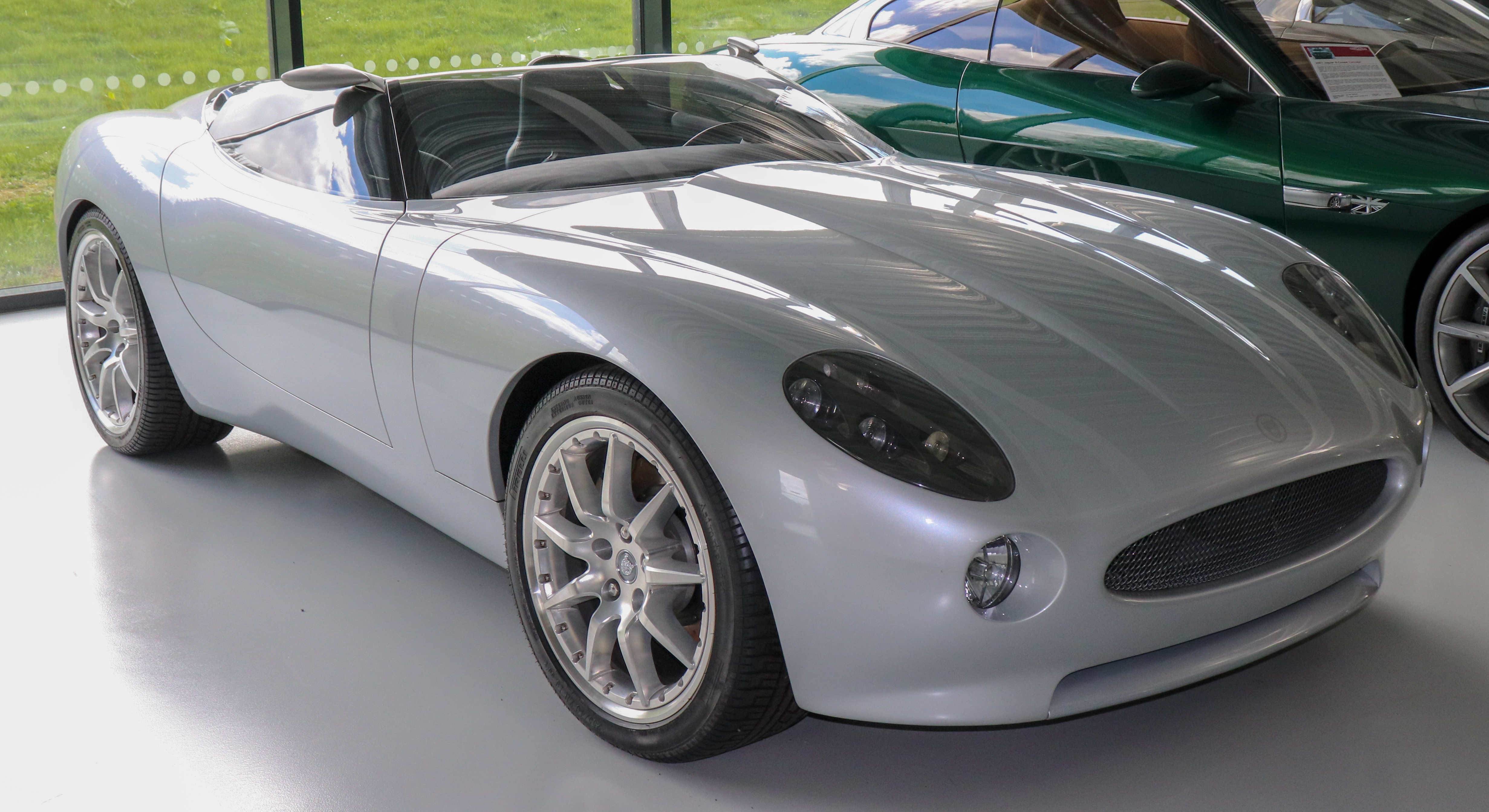
کانسپت جگوار اف-تایپ در موزه موتور بریتانیا، گایدون به نمایش گذاشته شد

کانسپت اف-تایپ یک موتور دو سرنشین با موتور وی۶ ۳٫۰ لیتری از سالن اس-تایپ بود که برای رقابت با خودروهای اسپرت سبک‌وزن مانند پورشه باکستر طراحی شده بود. جف لاوسون، رئیس طراحی جگوار، روی توسعه این خودرو کار کرده بود و تیمی متشکل از سه طراح به نام‌های کیت هلفت، آدام هاتون و پاسی پنانن را رهبری می‌کرد. مرگ ناگهانی او در سال ۱۹۹۹ باعث شد که ایان کالوم، رئیس جدید طراحی، به پروژه ادامه دهد که خودروی مفهومی نهایی شده را در نمایشگاه خودروی دیترویت ۲۰۰۰ به عموم مردم ارائه می‌کرد و به دلیل استایل رترو آن که یادآور خودروهای جگوار بود، با واکنش مثبت مواجه شد. دهه ۱۹۵۰ و ۶۰ در معرفی، این خودرو با جعبه‌دنده دستی یا خودکار و سامانه چهارچرخ متحرک آپشنال در دسترس است. کاهش بودجه توسط شرکت مادر فورد باعث شد جگوار تلاش‌های خود را در فرمول یک دنبال کند و تا سال ۲۰۰۲، پروژه اف-تایپ به دلیل عدم تحقق امکان‌سنجی تولید لغو شد.

## سی-ایکس۱۶ مفهومی (۲۰۱۱)

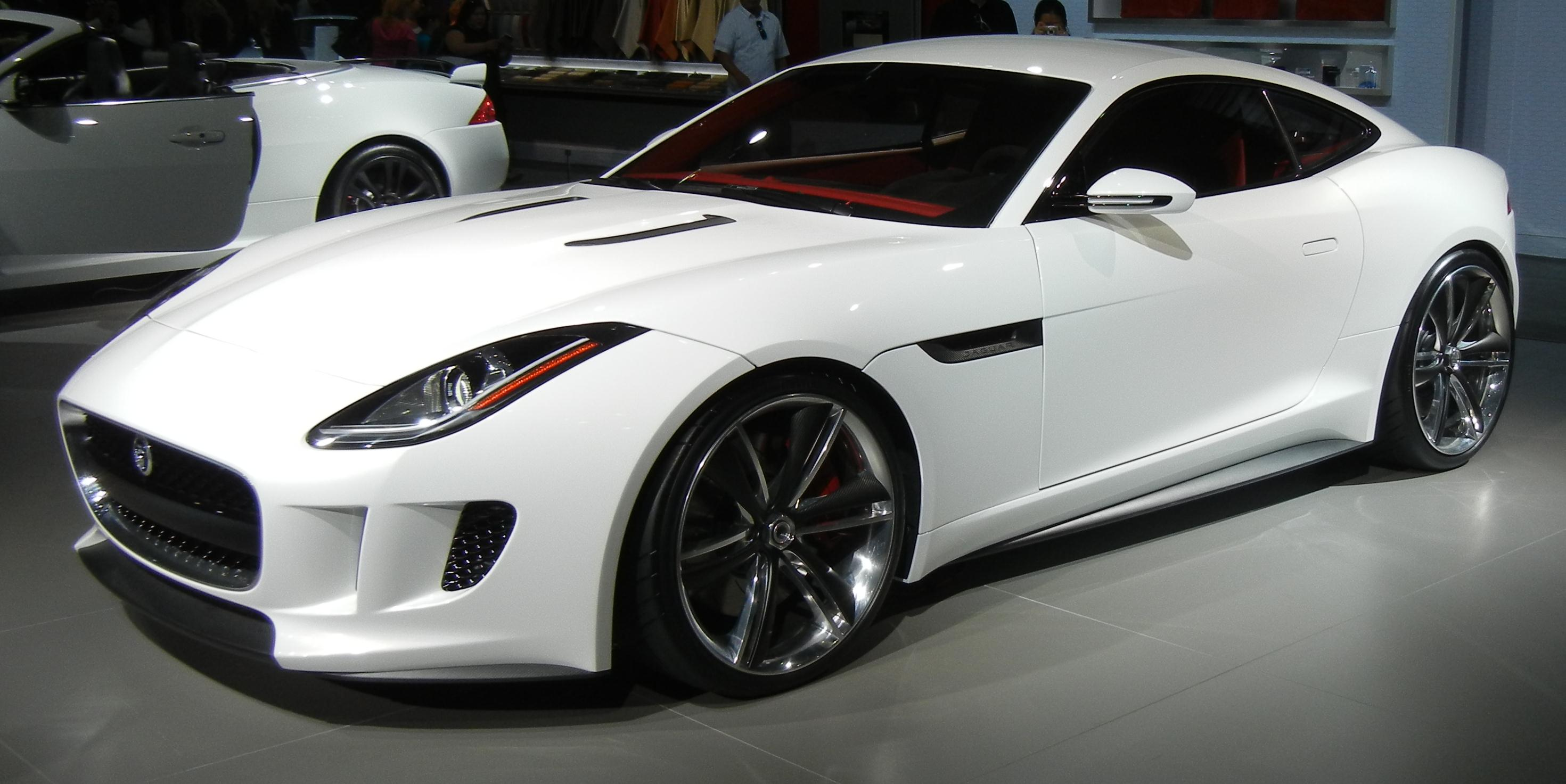
جگوار سی-ایکس۱۶

کانسپت سی-ایکس۱۶ از خودروی اسپورت مفهومی پلاگین هیبریدی سی-ایکس۷۵ ۲۰۱۰ گرفته شده است، از جمله شکل جلوپنجره جلو و چراغ‌های دور پیچ‌دار عقب، به همراه یک شیشه عقب بازشوی جانبی که یادآور کوپه فست‌بک ئی-تایپ ۱۹۶۱ است.
این خودروی مفهومی در نمایشگاه خودروی فرانکفورت ۲۰۱۱ رونمایی شد. جگوار اظهار داشت که سی-ایکس۱۶ کوچک‌ترین خودروی آنها از جگوار ایکس‌کی۱۲۰ در سال ۱۹۵۴ بوده است، در: ۴٬۴۴۵ میلیمتر (۱۷۵٫۰ اینچ) درازا؛ ۲٬۰۴۸ میلیمتر (۸۰٫۶ اینچ) پهنا و ۱٬۲۹۷ میلیمتر (۵۱٫۱ اینچ) بلندی.
اف-تایپ که از نظر سبک توسط سی-ایکس۱۶ پیش‌نمایش شده بود، تحت کد پروژه "ایکس۱۵۲" توسعه یافت.

## انواع تولید

### اف-تایپ کانورتیبل (۲۰۱۳–اکنون)

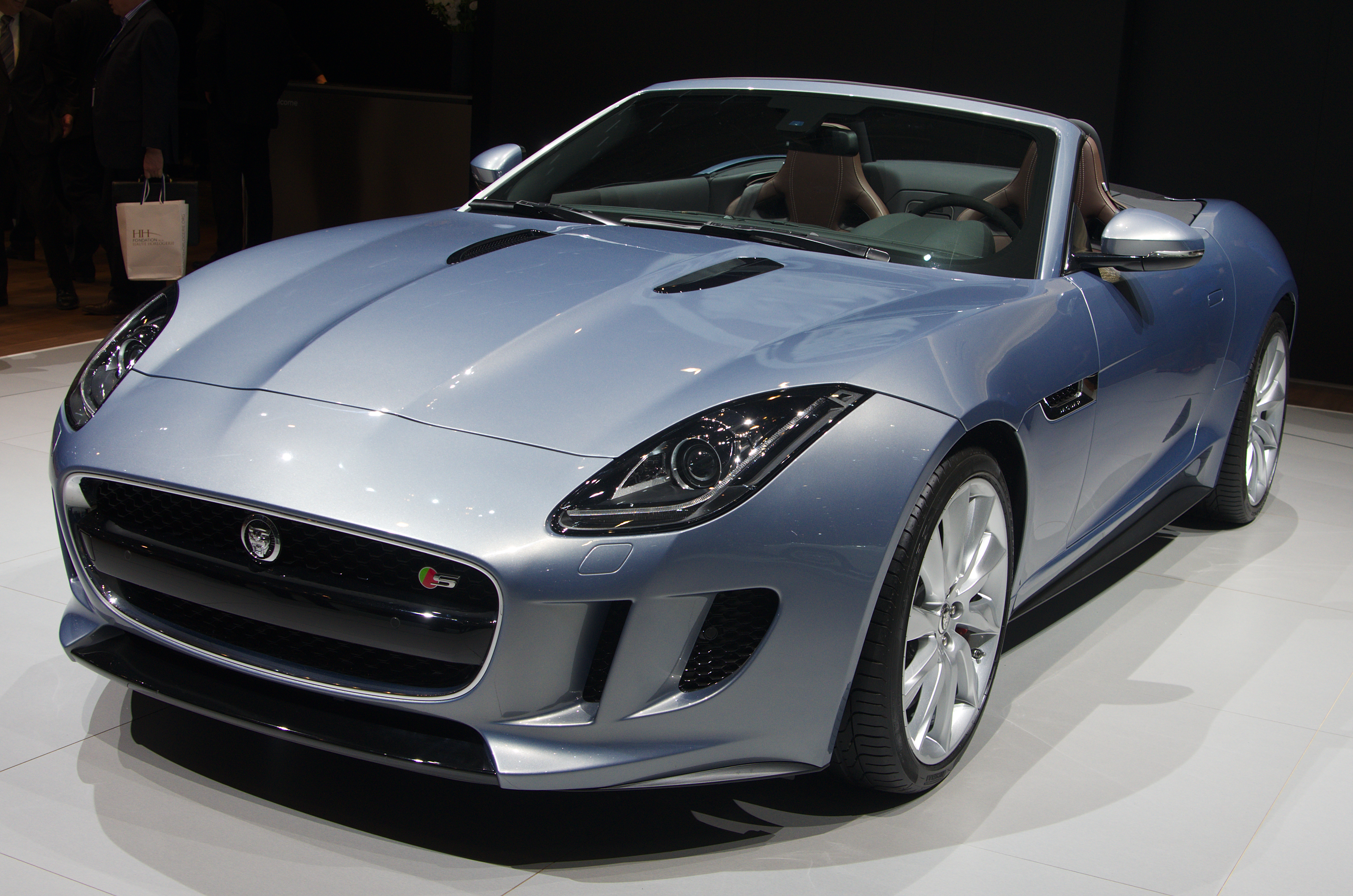
جگوار اف-تایپ کانورتیبل در نمایشگاه خودرو ژنو ۲۰۱۳

نسخه کانورتیبل اف-تایپ برای اولین بار در ساندنس، لندن رونمایی شد که پس از آن در نمایشگاه خودرو پاریس ۲۰۱۲ و جشنواره سرعت گودوود در سال ۲۰۱۳ (با شاسی برهنه) ارائه شد.

### اف-تایپ کوپه (۲۰۱۴–اکنون)
نوع کوپه اف-تایپ در نمایشگاه خودروی لس آنجلس ۲۰۱۳ (اف-تایپ آر کوپه) و ۲۰۱۳ نمایشگاه خودرو توکیو، و سپس جوایز سالانه آکادمی ورزشی جگوار در سال ۲۰۱۳ رونمایی شد. یک رویداد منحصر به فرد در Canary Wharf، لندن.
این کوپه در بهار ۲۰۱۴ به فروش رسید. مدل‌های راه اندازی برنامه‌ریزی شده شامل اف-تایپ، اف-تایپ اس و اف-تایپ آر هستند

### اف-تایپ اس‌وی‌آر (۲۰۱۶–۲۰۲۰)
جگوار در نمایشگاه خودروی ژنو در مارس ۲۰۱۶ از اف-تایپ اس‌وی‌آر رونمایی کرد. این خودرو که در دو سبک بدنه کوپه و کانورتیبل و سامانه چهار چرخ متحرک موجود است، دارای همان موتور ۵ لیتری وی۸ سوپرشارژر وی۸ اس و آر است، اما بیشینه توان خروجی آن ۵۷۵ اسب بخار متری (۵۶۷ اسب بخار؛ ۴۲۳ کیلووات) است. در ۶۵۰۰ دور در دقیقه و ۷۰۰ نیوتن متر (۵۱۶ پوند-فوت) گشتاور در ۳۵۰۰–۵۰۰۰ دور در دقیقه، خودرو می‌تواند از ۰–۱۰۰ کیلومتر بر ساعت (۰–۶۲ مایل بر ساعت) شتاب بگیرد. در ۳٫۵ ثانیه و می‌تواند به بیشینه سرعت ۳۲۲ کیلومتر بر ساعت (۲۰۰ مایل بر ساعت) دست یابد، آن را به اولین خودروی جاده‌ای جگوار از زمان ایکس‌جی۲۲۰ تبدیل می‌کند که به ۳۲۲ کیلومتر بر ساعت (۲۰۰ مایل بر ساعت) رسیده است. اس‌وی‌آر کانورتیبل می‌تواند به بیشینه سرعت ۳۱۲ کیلومتر بر ساعت (۱۹۴ مایل بر ساعت) دست یابد . اف-تایپ اس‌وی‌آر در سال ۲۰۲۰ متوقف شد.

### اف-تایپ اس‌وی‌آر جی‌تی۴ (۲۰۱۸–اکنون)
جگوار اف-تایپ اس‌وی‌آر جی‌تی۴ یک خودروی مسابقه‌ای است که برای مسابقات قهرمانی جی‌تی بریتانیا ۲۰۱۸–۱۹ ساخته شده است. بازی Invictus توسط شاهزاده هری، دوک ساسکس به عنوان یک رویداد تطبیقی بین‌المللی چند ورزشی برای پرسنل خدمات مسلح مجروح، مجروح یا بیمار ایجاد شد. در سال 2018 Invictus Racing راه اندازی شد تا به افرادی که در نیروهای مسلح آسیب دیده بودند، فرصتی برای رقابت در مسابقات قهرمانی GT بریتانیا ۲۰۱۸–۱۹ ارائه دهد. برای تحقق این امر، جیمز هولدر، یکی از بنیان‌گذاران برند لباس Superdry، بنیاد بازی‌های Invictus و بخش عملیات ویژه خودروهای جگوار برای ایجاد یک تیم مسابقه با استفاده از دو نوع اف ویژه توسعه‌یافته همکاری کردند. این تیم قرار بود توسط مهندس دیوید اپلبی بسیار موفق اداره شود.
سال ۲۰۱۸ یک منحنی یادگیری بسیار تند در مسابقات قهرمانی بسیار رقابتی GT بریتانیا بود و در سال ۲۰۱۹ جوایز با بردهای کلاس GT4 Pro/Am در Oulton Park در مسابقات ۱ و ۲ و رتبه دوم در Snetterton و Spa به دست آمد.
هر دو خودرو در سال ۲۰۱۸ کمپین تبلیغاتی کردند و در سال ۲۰۱۹ توجه به یک خودرو متمرکز شد و دیگری برای اهداف آزمایشی مورد استفاده قرار گرفت.

## فیس‌لیفت (۲۰۱۹)
فیس‌لیفت اف-تایپ در دسامبر ۲۰۱۹ با طراحی و به روز رسانی‌های فنی رونمایی شد. در نمای بیرونی، چراغ‌های جلوی پیکسل LED جدید، چراغ‌های عقب باریک جدید، رینگ‌های ۱۰ پره ۲۰ اینچی و انتخابی از رنگ‌های جدید بیرونی دریافت کرد. ویژگی‌های داخلی شامل دسته ابزار جدید ۱۲٫۳ اینچی با قابلیت تنظیم مجدد TFT و سامانه اطلاعات سرگرمی Touch Pro 10 اینچی است. گزینه موتور V6 اکنون فقط در بازارهای آمریکای شمالی در دسترس است و نسخه اس‌وی‌آر متوقف شده است. این مجموعه اکنون از مدل‌های زیر تشکیل شده است:

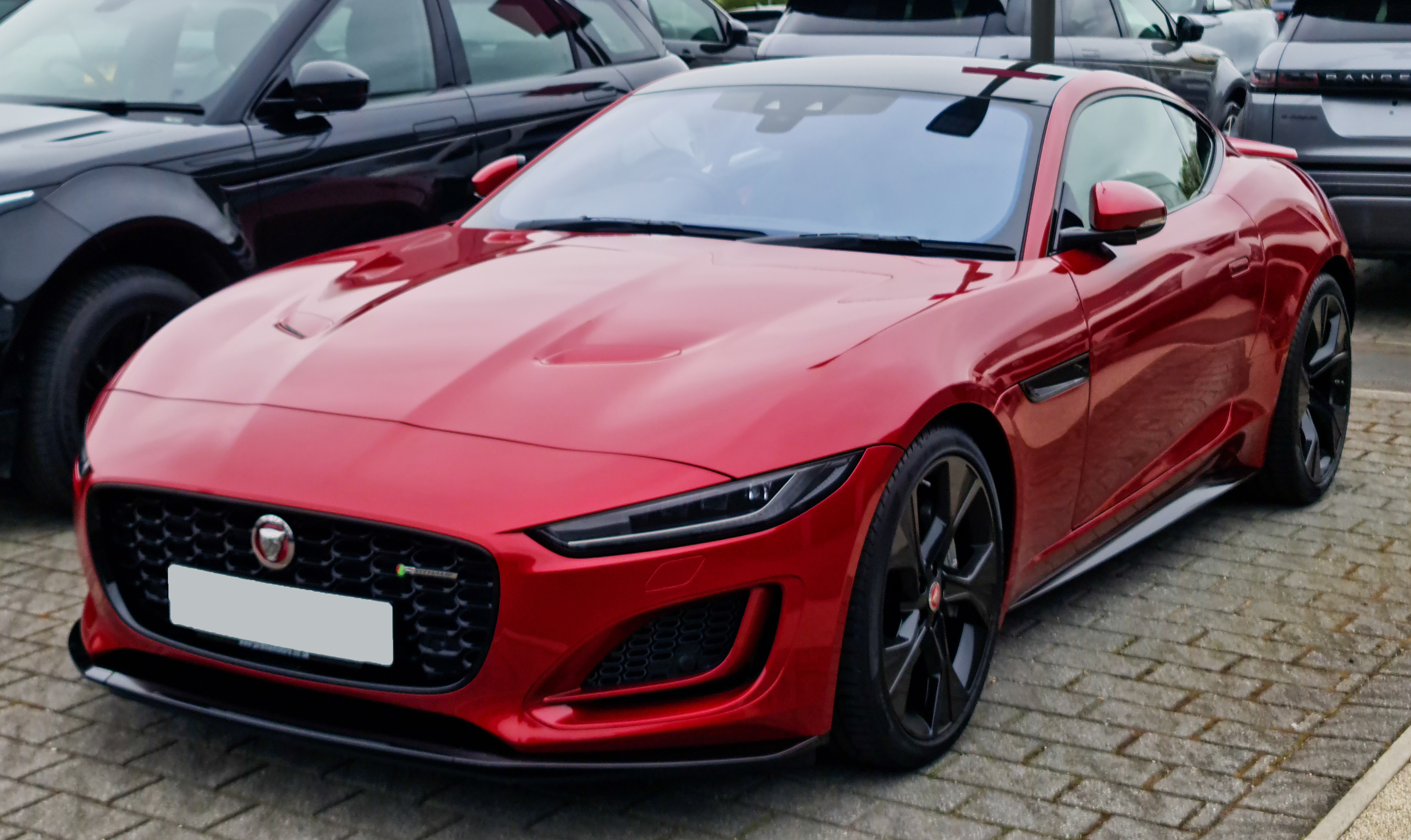
فیس لیفت کوپه اف-تایپ آر-داینامیک

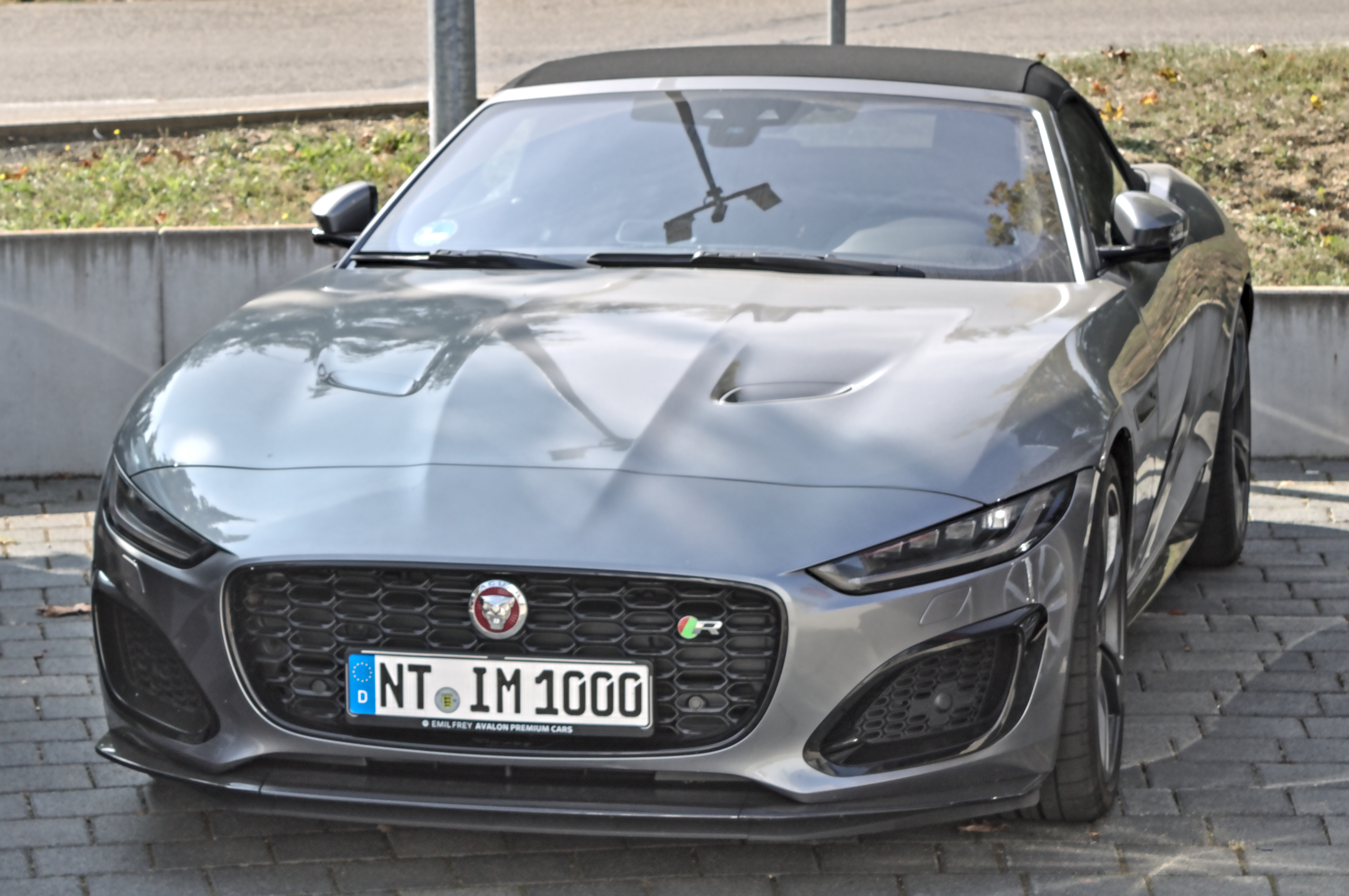
فیس‌لیفت کانورتیبل اف-تایپ آر

### اف-تایپ پی۳۰۰
جگوار اف-تایپ پی۳۰۰ مدل پایه ۲٫۰ لیتری است موتور توربوشارژ خطی ۴ با امتیاز ۳۰۰ اسب بخار متری (۲۲۱ کیلووات؛ ۲۹۶ اسب بخار). تا ۹۷ کیلومتر بر ساعت (۶۰ مایل بر ساعت) شتاب می‌گیرد در ۵٫۷ ثانیه و بیشینه سرعت آن ۲۵۰ کیلومتر بر ساعت (۱۵۵ مایل بر ساعت) است.

### اف-تایپ پی۳۸۰
این نوع از اف-تایپ انحصاری بازار آمریکای شمالی است و با قدرت ۳۸۰ اسب بخار متری (۲۷۹ کیلووات؛ ۳۷۵ اسب بخار) به همان قدرت باقی مانده است.

### اف-تایپ پی۴۵۰
جگوار اف-تایپ پی۴۵۰ دارای همان نسخه ۵٫۰ لیتری وی۸ است سوپرشارژ شده با اف-تایپ آر، اما به ۴۵۰ اسب بخار متری (۳۳۱ کیلووات؛ ۴۴۴ اسب بخار) تنظیم شد. تا ۹۷ کیلومتر بر ساعت (۶۰ مایل بر ساعت) شتاب می‌گیرد در ۴٫۶ ثانیه و بیشینه سرعت ۲۸۴ کیلومتر بر ساعت (۱۷۶ مایل بر ساعت).

### اف-تایپ آر پی۵۷۵

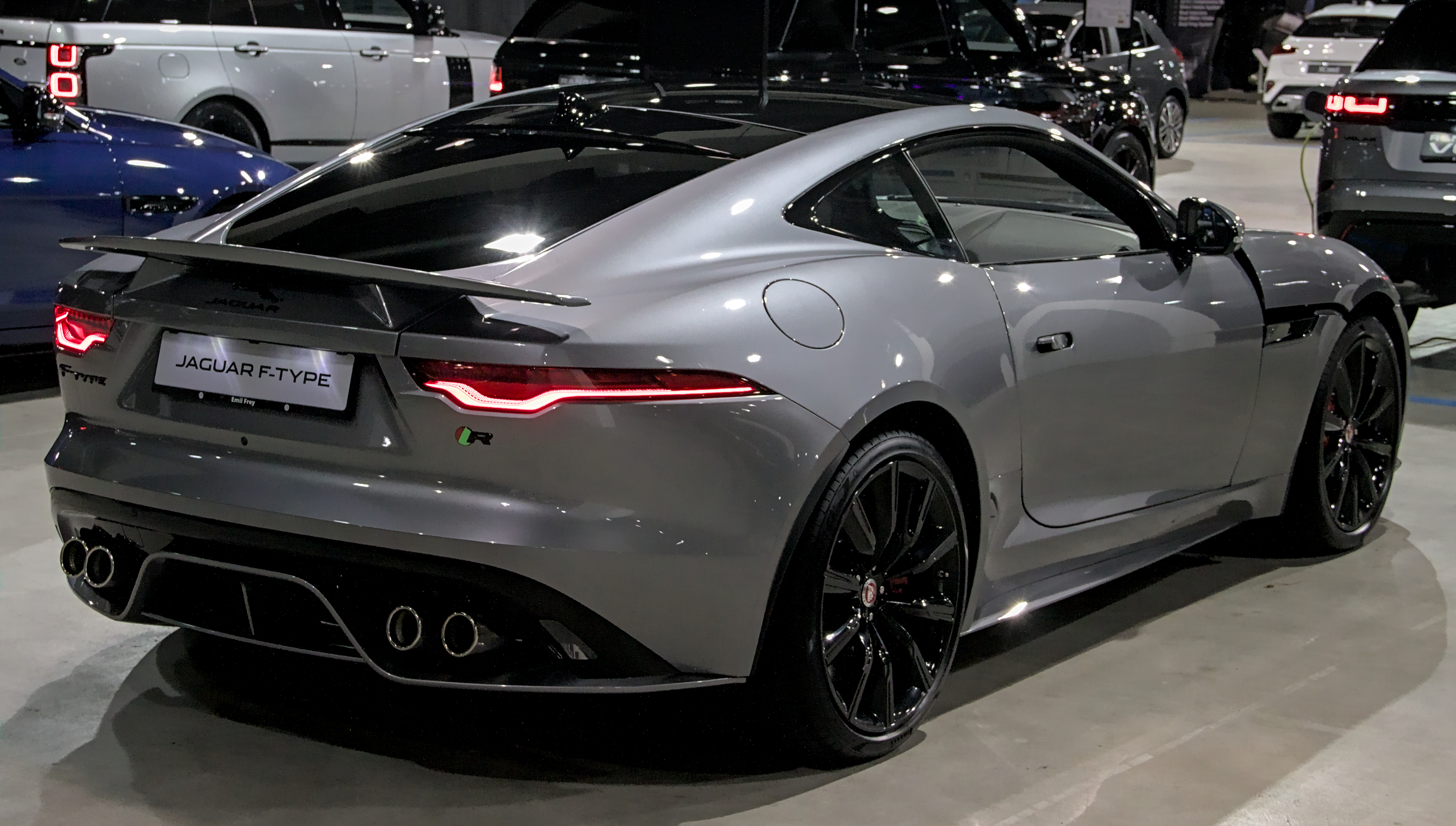
فیس لیفت کوپه اف-تایپ آر پی۵۷۵

جگوار اف-تایپ آر دارای یک موتور ۵٫۰ لیتری وی۸ سوپرشارژر با قدرت ۵۷۵ اسب بخار متری (۴۲۳ کیلووات؛ ۵۶۷ اسب بخار)، ۲۵ اسب بخار بیشتر از مدل فعلی است. شتاب آن به ۹۷ کیلومتر بر ساعت (۶۰ مایل بر ساعت) در ۳٫۵ ثانیه و بیشینه سرعت محدود الکترونیکی آن ۳۰۰ کیلومتر بر ساعت (۱۸۶ مایل بر ساعت) است.

## جزئیات فنی

### شاسی
اف-تایپ از یک شاسی یکپارچه تمام آلومینیومی استفاده می‌کند که با میخ‌پرچ‌ها و چسب مونتاژ شده است. عایق صدا و ارتعاش با افزودن یک سینی مخصوص زیر بدنه و پایه‌های موتور، و یک دیواره دوبل بین محفظه موتور و محفظه سرنشین ایجاد می‌شود. سقف کانورتیبل یک قطعه پارچه‌ای جمع شونده برقی است. جگوار می‌گوید با اجتناب از فلز می‌تواند مرکز ثقل خودرو را پایین نگه دارد، در حالی که لایه تینسولیت به معنای عایق حرارتی و صوتی شبیه سقف جامد است.

### پیشرانه
در زمان عرضه، مدل پایه از موتور جدید ۳٫۰ لیتری وی۶ سوپرشارژ بنزینی جگوار استفاده می‌کرد که بیشینه توان خروجی ۳۴۰ اسب بخار متری (۲۵۰ کیلووات؛ ۳۳۵ اسب بخار) را تولید می‌کرد. خودرو را توانمند می‌سازد تا از ۰ تا ۹۷ کیلومتر بر ساعت (۰ تا ۶۰ مایل بر ساعت) در ۵٫۱ ثانیه شتاب بگیرد و به بیشینه سرعت ۲۵۹ کیلومتر بر ساعت (۱۶۱ مایل بر ساعت) برسد. اف-تایپ وی۶ اس دارای همان موتور با قدرت ۳۸۰ اسب بخار متری (۲۷۹ کیلووات؛ ۳۷۵ اسب بخار) است. به خودرو اجازه می‌دهد به بیشینه سرعت ۲۷۵ کیلومتر بر ساعت (۱۷۱ مایل بر ساعت) دست یابد و در ۴٫۸ ثانیه به شتاب ۰ تا ۹۷ کیلومتر بر ساعت (۰ تا ۶۰ مایل بر ساعت) دست یابد. بعدی در این محدوده، وی۸ اس با قدرت ۴۹۵ اسب بخار و سپس اف-تایپ آر، با موتور ۵٫۰ لیتری، ۵۵۰ اسب بخار متری (۴۰۵ کیلووات؛ ۵۴۲ اسب بخار) بنزینی جگوار است که به خودرو اجازه می‌دهد به بیشینه سرعت ۲۹۹ کیلومتر بر ساعت (۱۸۶ مایل بر ساعت) و شتاب ۰ تا ۹۷ کیلومتر بر ساعت (۰ تا ۶۰ مایل بر ساعت)در ۴٫۰ ثانیه برسد. در صدر این محدوده، اف-تایپ اس‌وی‌آر است، با همان موتور اف-تایپ آر که در ۵۷۵ اسب بخار متری (۴۲۳ کیلووات؛ ۵۶۷ اسب بخار) ارتقا یافته است. خودرو را توانمند می‌سازد تا به بیشینه سرعت ۳۲۲ کیلومتر بر ساعت (۲۰۰ مایل بر ساعت) دست یابد و از ۰ تا ۹۷ کیلومتر بر ساعت (۰ تا ۶۰ مایل بر ساعت) در ۳٫۵ ثانیه شتاب بگیرید. چیدمان موتور جلو، دیفرانسیل عقب یا تمام چرخ محرک است که در مدل‌های اف-تایپ اس‌وی‌آر و پی۵۷۵ استاندارد و در پی۳۸۰ و پی۴۵۰ آپشنال است. جعبه‌دنده هشت سرعته خودکار با پدل شیفترهایی است که امکان تعویض دستی را فراهم می‌کند. در سال ۲۰۱۵، یک زداف شش سرعته دستی به عنوان یک آپشن در مدل‌های وی۶ در دسترس قرار گرفت. دیفرانسیل لغزش محدود مکانیکی در وی۶ اس و دیفرانسیل لغزش محدود الکترونیکی در وی۸ وجود دارد.
در سال ۲۰۱۸، یک موتور ۲٫۰ لیتری توربوشارژ خطی چهار سیلندر به عنوان پیشرانه سطح پایه جدید اضافه شد که اولین خودروی اسپرت چهار سیلندر جگوار است.

### تعلیق
اف-تایپ دارای یک سامانه تعلیق دو جناغی در جلو و عقب با دمپرهای تطبیقی و تنظیمات تعلیق قابل تنظیم است که به راننده اجازه می‌دهد سواری و هندلینگ را تنظیم کند. این خودرو در مجموع دارای ۲۵ حالت مختلف رانندگی است که متناسب با شرایط جاده و سبک‌های مختلف رانندگی برنامه‌ریزی شده است.

### داخل

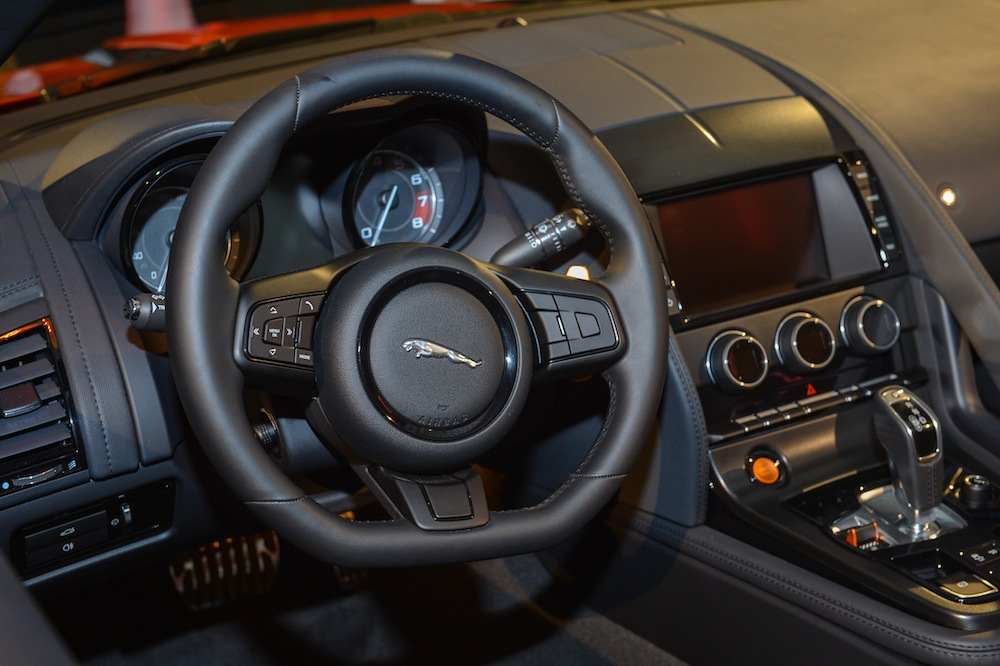
داخل

فضای داخلی اف-تایپ دارای یک چیدمان دو نفره با تودوزی چرمی و دکمه‌های کنترلی آلومینیومی است. یک صفحه نمایش لمسی در کنسول مرکزی و یک صفحه نمایش TFT دیگر بین صفحه‌های صفحه ابزار وجود دارد. همچنین انتخابی از روکش کف تخت یا آلکانترا برای فرمان سه پره و دکمه‌ها با رنگ مشکی مات ملایم وجود دارد.

### تجهیزات
اف-تایپ یک عملکرد خاموش کردن موتور با استاپ استارت را ارائه کرد که جگوار ادعا می‌کند که اقتصاد را تا ۵ درصد افزایش می‌دهد.
اف-تایپ دارای چراغ‌های جلوی دو زنون با چراغ‌های LED در روز یکپارچه، همراه با روشنایی کامل LED در عقب است. نسخه‌های اس و وی۸ اس مجهز به «سامانه اگزوز فعال» هستند که دریچه‌های ویژه بیش از ۳۰۰۰ را باز می‌کند. دور در دقیقه برای تشدید مشخصات صدا.
یک بال عقب جمع شونده و دستگیره درها وجود دارد که تا زمانی که نیاز باشد با بدنه مخفی می‌شوند. سقف پارچه‌ای روی کانورتیبل در عرض ۱۲ ثانیه بالا یا پایین می‌رود، و زمانی که خودرو با سرعت ۴۸ کیلومتر بر ساعت (۳۰ مایل بر ساعت) حرکت می‌کند، قابل استفاده است.
سامانه‌های صوتی ارائه شده از فناوری Meridian با ۳۸۰ وات پخش شده در ده بلندگو یا ۷۷۰ وات در دوازده بلندگو استفاده می‌کنند.

### فروش جهانی
| سال  | حراجی  |
| ---- | ------ |
| ۲۰۱۳ | ۲٬۲۵۰  |
| ۲۰۱۴ | ۴٬۱۱۲  |
| ۲۰۱۵ | ۴٬۶۵۹  |
| ۲۰۱۶ | ۴٬۰۶۹  |
| جمع  | ۱۵٬۰۹۰ |

منبع: تاتا موتورز

### بازاریابی و پذیرش
در اوت ۲۰۱۲، اعلام شد که لانا دل ری، خواننده و ترانه‌سرای آمریکایی، چهره اف-تایپ خواهد بود که در نمایشگاه خودرو پاریس در سپتامبر ۲۰۱۲ به نمایش درآمد این خودرو در جوایز موتور خاورمیانه ۲۰۱۳ برنده خودروی سال شد.
در آوریل ۲۰۱۳ یک فیلم کوتاه به نام Desire در جشنواره فیلم ساندنس ۲۰۱۳ برای تبلیغ جگوار اف-تایپ عرضه شد. به کارگردانی آدام اسمیت از ریدلی اسکات با بازی دامیان لوئیس، جوردی مولا و شانین سوسامون.

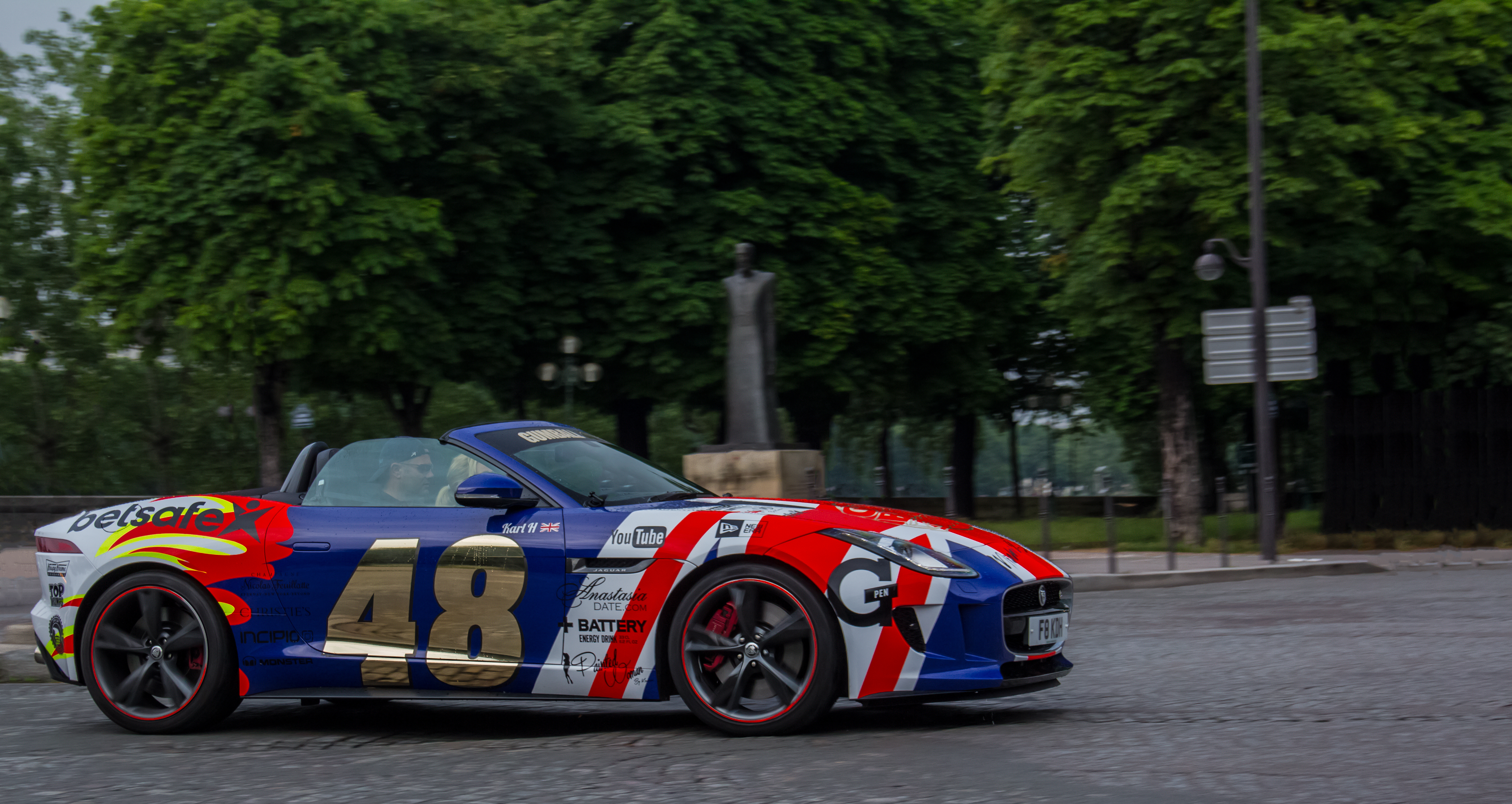
اف-تایپ در یونیون جک، بخشی از کمپین تبلیغاتی جگوار

جگوار به عنوان بخشی از جشن پرتاب کانورتیبل در بریتانیا، کمپین #YourTurnBritain خود را راه‌اندازی کرد. دعوت از مردم برای به اشتراک گذاشتن عکس‌هایی که بهترین‌های بریتانیای مدرن را از طریق فیس بوک، توییتر، اینستاگرام یا تامبلر در بر می‌گیرد. بهترین تصاویر ارسالی برنده یکی از چهار تجربه رانندگی فراموش نشدنی اف-تایپ خواهند بود. ناوگانی از اف-تایپ‌ها یونیون جک با کمک سفیران جیمی کمپبل بوئر، آلیس تمپرلی، MistaJam، و Graeme Swan به عنوان بخشی از فعالیت راه اندازی خودرو و کمپین رسانه اجتماعی #YourTurnBritain جگوار، تور تبلیغاتی "Best of British" را آغاز کردند. و جیمی اندرسون این تور در اوت ۲۰۱۳ در لندن آغاز شد و از لیدز و نیوکاسل (دوازدهم)، ادینبورگ و گلاسکو (۱۳)، منچستر و لیورپول (۱۴)، شفیلد، ناتینگهام و بیرمنگام (۱۵) کاردیف، بریستول و آکسفورد (۱۶) بازدید کرد. لندنی‌ها از ۱۲ تا ۲۳ اوت می‌توانستند این خودروها را در حالی که در Canary Wharf اقامت می‌کردند، ببینند.
دیوید گندی در فیلمی با عنوان "Escapism" با یک جگوار اف-تایپ تبدیل شد. در این فیلم، گاندی به بینندگان بینشی در مورد زندگی خود داد و آنها را به یک سفر جاده‌ای دعوت کرد که در غروب شروع شد و او از "دیوانگی لندن" فرار کرد. David Gandy: Escapism نماد سبکی را نشان می‌دهد که ماشین‌های میراث بریتانیایی مورد علاقه‌اش از سی-تایپ، ای-تایپ و ایکس‌کی‌اس‌اس را تا آخرین اف-تایپ رانندگی می‌کند. این فیلم در سال ۲۰۱۳ در احیای گودوود به نمایش درآمد.
به عنوان بخشی از عرضه کوپه اف-تایپ در ایالات متحده، یک تبلیغ تلویزیونی ۶۰ ثانیه‌ای با عنوان "Rendezvous" اولین بار در سه‌ماهه چهارم Super Bowl XLVIII پخش شد. علاوه بر این، دوازده قطار مترو شهر نیویورک با تبلیغات تبلیغاتی اف-تایپ در آماده‌سازی برای Super Bowl XLVIII پوشانده شدند. در ۲ فوریه ۲۰۱۴، جگوار از طریق یک تبلیغ سوپر بول از کوپه جدید رونمایی کرد. کمپین «شرورهای بریتانیایی» (که توسط SPARK44، مدیریت شده توسط مایندشیر ایجاد شد) این فرض را به تصویر می‌کشد که بریتانیایی‌ها مدت‌هاست بهترین شرورها را در فیلم‌های شاخص ساخته‌اند، ترکیبی از هوش و جذابیت، بی‌قراری با آرامش، و همیشه با اعتماد به نفس. جگوار بر این ایده تأکید کرد که آمریکایی‌ها انگلیسی‌ها را «بد» می‌دانستند، زیرا فیلم‌های هالیوود همیشه شرورها را بریتانیایی نشان می‌دهند. سر بن کینگزلی، تام هیدلستون و مارک استرانگ همگی از شیوه زندگی شرورانه به عنوان خوب بودن حمایت می‌کنند. استفاده از این «شرورها» به‌عنوان چهره جگوار به حمایت از جنبه هیجان‌انگیز این برند لوکس کمک کرد. این تبلیغ Super Bowl همچنین سایر بازارهای خودروهای لوکس در ایالات متحده را به چالش کشید و اظهار داشت که جگوار به همان اندازه یا شاید بیشتر از سایر برندهای خودروهای لوکس است. تبلیغات "Rendezvous" این کمپین را راه اندازی کرد که جگوار اف-تایپ Coupe را معرفی کرد و هشتگ منحصر به فرد کمپین، #GoodToBeBad را به نمایش گذاشت. پس از نمایش تبلیغاتی "Rendezvous" در Super Bowl XLVIII، تبلیغات "Set-Up" در ۱۲ ژانویه ۲۰۱۴ و اولین نمایش یوتیوب "Rendezvous" در ۲۸ ژانویه به نمایش درآمد. فیلم "Rendezvous" توسط هوپر در لندن در یک مشارکت خلاقانه با خانه تولید فیلم Smuggler فیلمبرداری شد. موسیقی اصلی این اسپات برای "Rendezvous" توسط الکساندر دسپلا آهنگسازی و رهبری شد و توسط ارکستر سمفونیک لندن در ابی رود استودیوز ضبط شد. جگوار همچنین میزبان صفحه کمپین، www. BritishVillains.com، با اطلاعاتی دربارهٔ اف-تایپ Coupé، محتوای تجاری و برخی از محتوای ویدیویی منحصر به فرد از جمله تیزرهایی که هر یک از این سه بازیگر در آن حضور دارند. علاوه بر پخش، تلاش‌های Super Bowl کمپین چند کانالی شامل خلاقیت منحصر به فرد در فضای باز در سراسر شهر نیویورک، فعال‌سازی چاپی، دیجیتالی و مصرف‌کننده با طیف گسترده‌ای از شرکای رسانه‌ای و رویدادهای ویژه در هفته منتهی به Super Bowl بود. کمپین خائنانی بریتانیا با محتوای به روز رسانی منظم تا ژوئیه ۲۰۱۴ ادامه دارد
به عنوان بخشی از راه اندازی جگوار اف-تایپ کوپه در چین، دیوید بکهام به عنوان سفیر برند به جگوار پیوست. مواد خلاقانه چاپی مورد استفاده در این کمپین توسط عکاس مد و فیلمساز پیتر لیندبرگ تهیه شده است.
جگوار اف-تایپ کوپه همچنین در موزیک ویدیوی Sorry Not Sorry خواننده دمی لواتو و موزیک ویدیو Find You نیک جوناس به نمایش درآمده است.
جگوار اف-تایپ آر کوپه قرمز در درام کره جنوبی My Lovely Girl به عنوان ماشین شخصیت اصلی که توسط خواننده/بازیگر کره‌ای رین به تصویر کشیده شده است. سریال درام از ۱۷ سپتامبر تا ۶ نوامبر ۲۰۱۴ در کره جنوبی از شبکه سی‌بی‌اس در روزهای چهارشنبه و پنجشنبه ساعت ۲۱:۵۵ در ۱۶ قسمت پخش شد (جگوار اف-تایپ از قسمت ۳ نمایش داده شد).
نسخه کوپه این خودرو در نمایش آمازون پرایم ویدئو، سفر بزرگ به عنوان خودرو در جریان چهره آف سلبریتی مورد استفاده قرار گرفت.

## نسخه‌های محدود

### ۴۰۰ اسپورت
جگوار اف-تایپ اسپورت ۴۰۰، یک مدل ویژه که تنها یک سال در فروش باقی می‌ماند، به عنوان بخشی از مجموعه‌ای از بازنگری‌های این خودروی اسپورت بریتانیایی عرضه شد. نسخه لانچ اسپورت اف-تایپ ۴۰۰ از نسخه ارتقا یافته موتور ۳٫۰ لیتری وی۶ سوپرشارژ با توان خروجی ۴۰۰ اسب بخار متری (۲۹۴ کیلووات؛ ۳۹۵ اسب بخار) (از این رو نام) و سامانه ترمز سوپر پرفورمنس بهره می‌برد. (که دارای دیسک‌های ۳۸۰ میلی‌متری جلو و ۳۷۶ میلی‌متری عقب و کالیپرهای مشکی با نشان‌واره ۴۰۰ اسپرت است) و یک سامانه دینامیک قابل تنظیم که به رانندگان امکان می‌دهد تنظیمات جداگانه‌ای را برای دریچه گاز، گیربکس، فرمان و دمپرها انتخاب کنند. جگوار اف-تایپ اسپورت ۴۰۰ دارای رینگ‌های آلیاژی ۲۰ اینچی منحصربه‌فرد است.
این خودرو دارای نشان‌های «۴۰۰ اسپورت» در قسمت جلو و عقب خودرو، و همچنین کنسول وسط، فرمان، صفحات آج و زیرسری‌های گلدوزی شده است. اف-تایپ ۴۰۰ به صورت کوپه یا کانورتیبل و در عقب یا چهار چرخ متحرک در دسترس است.

### پراجکت ۷

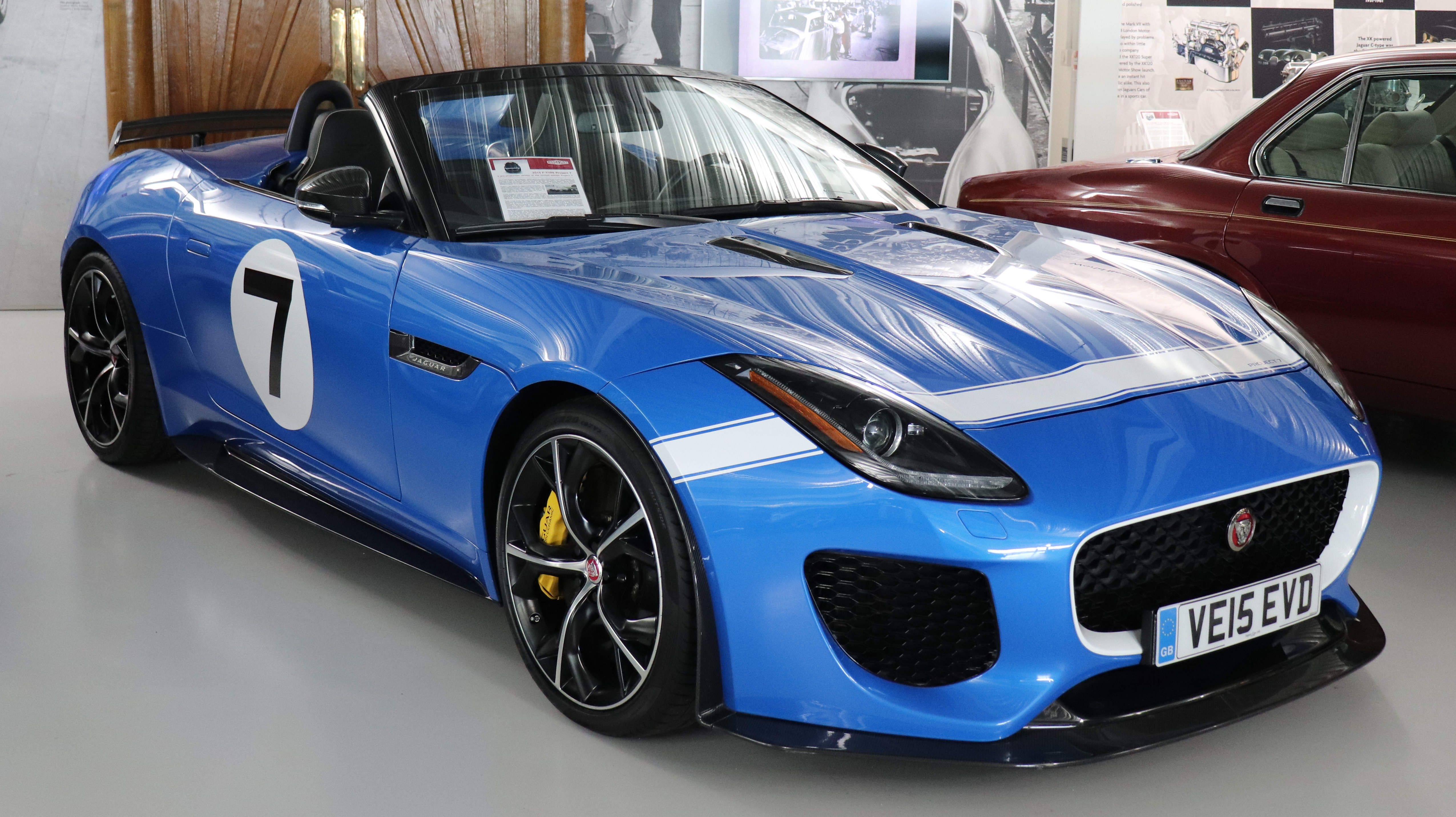
جگوار اف-تایپ پراجکت ۷

پراجکت ۷ مبتنی بر اف-تایپ کانورتیبل است و از یک موتور ۵٫۰ لیتری وی۸ سوپرشارژ بهره می‌برد که بیشینه توان خروجی ۵۷۵ اسب بخار متری (۴۲۳ کیلووات) را تولید می‌کند. موتور با اف-تایپ اس‌وی‌آر مشترک است. تنها تا ۲۵۰ دستگاه ساخته شد و این خودرو در کنار اف-تایپ اس‌وی‌آر قوی‌ترین خودروی تولیدی جگوار تا کنون محسوب می‌شود. بدنه این خودرو از آلومینیوم ساخته شده است که یادآور برنده تاریخی دی-تایپ لو مان است. از نظر بصری، یک "Aero Haunch" در پشت راننده، شبیه به دی-تایپ دهه ۱۹۵۰، یک اگزوز چهارگانه و یک اسپویلر عقب ثابت دارد. پروژه ۷ دارای ادعای ۰–۹۷ کیلومتر بر ساعت (۰–۶۰ مایل بر ساعت) است شتاب ۳٫۸ ثانیه و بیشینه سرعت ۲۹۹ کیلومتر بر ساعت (۱۸۶ مایل بر ساعت).

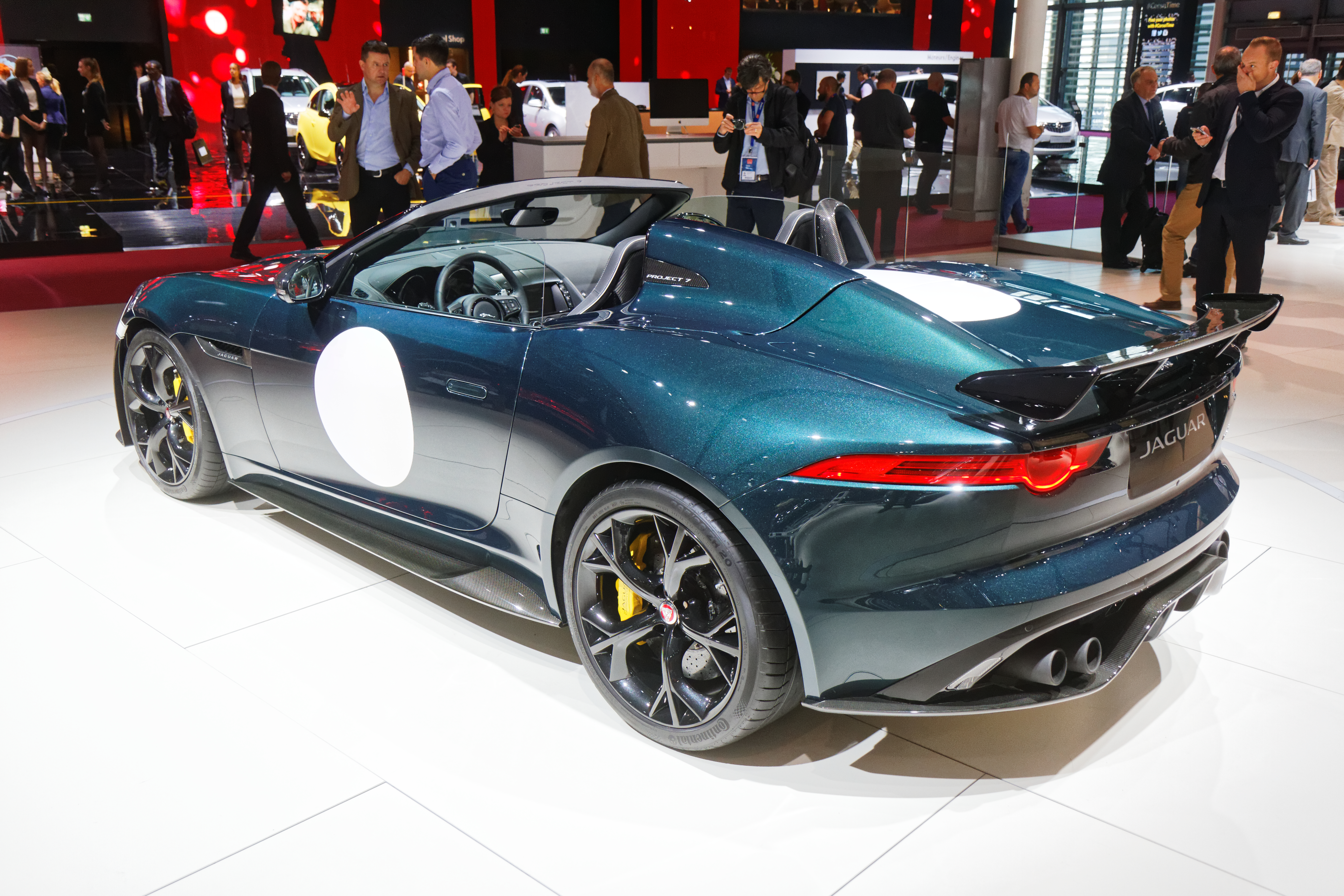
نمای عقب با Aero Haunch قابل مشاهده است

پراجکت ۷ یک طرح skunkwork است که توسط طراح ایتالیایی-برزیلی سزار پیری طراحی شده است. زمانی که پیری به‌طور تصادفی آن را به یان کالوم، طراح ارشد جگوار نشان داد، به‌طور تصادفی کشف شد. این خودروی مفهومی سپس به یک نمونه اولیه کاربردی تبدیل شد و در نهایت به تولید رسید.